# Taygetis velutina
Taygetis velutina är en fjärilsart som beskrevs av Otto Staudinger 1888. Taygetis velutina ingår i släktet Taygetis och familjen praktfjärilar. Inga underarter finns listade i Catalogue of Life.